# Torņakalns
Torņakalns es un barrio de la ciudad de Riga, Letonia.

## Superficie
Posee una superficie de 3,210 kilómetros cuadrados (321 hectáreas).

## Población
Hasta 2021 presentaba una población de 6373 habitantes, con una densidad de población de 1985,35 habitantes por kilómetro cuadrado.

## Transporte

### Rutas
- Autobús: 3, 4, 7, 8, 10, 21, 23, 25, 26, 32, 35, 38, 39, 43, 44, 46, 54, 55.[1]
- Trolebús: 9, 19, 27.[1]
- Tranvía: 10.[1]
- Autobús expreso: 370.[1]